# Pilisi len
A pilisi len, pilisszentiváni len vagy dolomitlen (Linum dolomiticum) a len nemzetségbe tartozó évelő növényfaj. Egy Pilisszentiván környéki, kb. 10 hektárnyi dolomittörmelékes sziklagyepen, a Kis- és Nagy-Szénás lejtőin endemikus faj, 1000-es nagyságrendben élnek egyedei. Reliktum faj.

## Jellemzői
10–20 cm magasra növő törpecserje (chamaephyton), tövén sűrű, meddő tőrózsával. A belső tőlevelek keskenyek, ék vagy lapát formájúak, fokozatosan nyélbe keskenyedők. A száron kevés visszásan szálas-lándzsás, szórt állású levél nő. Május-június környékén virágzik. Rovarok porozzák be, de önbeporzásra is képes. Sárga, nagyméretű virágai a száron kettesével, hatosával ülnek. 5 csészecimpája hegyes, mirigyesen fogacskás szélű. A csésze 6–7 mm, a szirom 10–16 mm hosszú. Kromoszómaszáma 2n=28. Termése 10 rekeszű, kerek toktermés, magjait állatok terjesztik.

## Rendszertan
Borbás Vince 1897-ben írta le a Linum dolomiticum fajt. A Linum nemzetségen belül a Linum flavum csoportba, a Syllinum szekcióba tartozik. A lenfajok közül a Görögországban elterjedt Linum elegans áll közel hozzá. Annak dacára,  hogy igen kis területen fordul elő, két formaváltozatot is meg lehet különböztetni:
- Linum dolomiticum f. dolomiticum: a sziromlevelek 15–16 mm hosszúak, oválisak
- Linum dolomiticum f. parviflorum: a sziromlevelek 10–12 mm hosszúak, lándzsásak.

## Védettsége
Csak Magyarországon előforduló, 1979 óta fokozottan védett növényfaj. Élőhelyén, a Budai Tájvédelmi Körzet Szénás-hegycsoportjában kb. 10 hektáron mintegy 10000 példány él a növényből. Az állomány stabilnak tekinthető. Először 1934-ben intézkedtek a terület védelméről, 1951-ben már szigorú védelem alatt állt. 1979-től a Berni Konvenció hatálya alá is esik. A tápiószelei Agrobotanikai Intézet génbankjában három populációjának magmintáit őrzik.